# Liste bedeutender Seeunfälle 1876–1900
Die Liste schwerer Seeunfälle 1876–1900 verzeichnet Unglücke der Seefahrt, bei denen Tote oder hohe Sachschäden zu beklagen waren.

## Liste
| Datum                     | Name                              | Tote     | Hergang |
| ------------------------- | --------------------------------- | -------- | --- |
| 11. September 1877        | Avalanche und Forest              | 106      | Der 1.210 Tonnen große britische Dreimast-Segler Avalanche wurde vor der Isle of Portland von dem Segelschiff Forest gerammt. Von den 97 Menschen an Bord schafften es drei Besatzungsmitglieder, von der sinkenden Avalanche auf die Forest zu springen. Die Forest war ebenfalls schwer beschädigt und sank kurz nach der Avalanche. In der schweren See sanken die Rettungsboote der Forest, sodass von ihren 21 Besatzungsmitgliedern nur neun überlebten. Insgesamt kamen auf beiden Schiffen 106 Menschen um, während zwölf überlebten. |
| 31. Januar 1878           | Metropolis                        | 85       | Das ehemalige Kriegsschiff Stars and Stripes der United States Navy, das seit dem Ende des Amerikanischen Bürgerkriegs unter dem Namen Metropolis als Passagierschiff im Dienst war, geriet mit 248 Passagieren und Besatzungsmitgliedern in den Outer Banks an der Küste von North Carolina in einen schweren Sturm. Der Rumpf schlug leck und lief voll, sodass die Maschinen versagten und die Feuer gelöscht wurden. Manövrierunfähig rollte der Dampfer in der schweren See und wurde von Brechern schwer beschädigt. Er strandete schließlich bei Currituck Beach in der stürmischen Brandung. Ein Teil der Menschen an Bord schaffte es an Land, aber 85 Menschen ertranken oder wurden in den Wellen von Trümmern erschlagen oder gegen Felsen geschleudert. |
| 24. März 1878             | Eurydice                          | etwa 350 | Das Schulschiff Eurydice der britischen Royal Navy geriet auf der Fahrt von Bermuda nach Portsmouth in einen Schneesturm und sank aus unbekannten Gründen vor der Isle of Wight, wobei sich zwei Menschen retten konnten. |
| 31. Mai 1878              | Großer Kurfürst                   | 269      | Während eines Manövers im Ärmelkanal kollidierten die beiden deutschen Panzerschiffe Großer Kurfürst und König Wilhelm vor Folkestone miteinander. Beide Schiffe hatten zuvor versucht, zwei Fischerbooten auszuweichen; das Signal zum Abdrehen war aber missverstanden worden. Bei dem Zusammenstoß wurde die Großer Kurfürst so schwer beschädigt, dass sie wenig später sank. Das Sinken wurde noch dadurch beschleunigt, dass sich das Schiff nicht im Verschlusszustand befunden hatte. Mit dem Schiff gingen 269 Besatzungsangehörige unter. 218 Mann konnten von deutschen und britischen Schiffen gerettet werden. |
| 18. Dezember 1878         | Byzantin                          | ca. 150  | Der französische Passagierdampfer Byzantin der Compagnie de Navigation Fraissinet kollidierte bei orkanartigem Wetter am Eingang der Dardanellen während eines Anlegemanövers mit dem britischen Dampfschiff Rinaldo und kenterte fünf Minuten später. Von den etwa 260 Passagieren und Besatzungsmitgliedern wurden 113 gerettet. |
| 28. Februar 1879          | Vingorla                          | 68       | Durch ein Leck im Laderaum kam es 70 Seemeilen nordwestlich von Bombay zum Wassereinbruch an Bord des britischen Passagierdampfers Vingorla. Das Schiff sank einige Stunden später. 68 Menschen kamen bei dem Untergang ums Leben. |
| 24. Mai 1879              | Ava                               | 70       | Etwa 70 Seemeilen vor der Mündung des Flusses Hugli an der Küste von Westbengalen (Indien) wurde das britische Dreimast-Dampfschiff Ava der British India Steam Navigation Company bei aufgewühlter See von dem Segelschiff Brenhilda mittschiffs gerammt und fast in zwei Hälften geteilt. Zwei Rettungsboote wurden beschädigt und waren unbrauchbar; in den anderen drei entkamen 53 Menschen und setzten zur Brenhilda über. 70 Passagiere und Besatzungsmitglieder, darunter der Kapitän, kamen ums Leben. |
| 2. Dezember 1879          | Borussia                          | 169      | Vier Tage nach dem Ablegen in A Coruña (Spanien) geriet das britische Passagierschiff Borussia der Dominion Line auf dem Nordatlantik in einen Sturm. Durch ein Leck im Rumpf drang so viel Wasser ein, dass die Pumpen nichts mehr ausrichten konnten und der Maschinenraum geflutet wurde. Das Schiff sank, bevor alle Rettungsboote zu Wasser gelassen werden konnten. Nur 15 Menschen in zwei Booten überlebten. |
| 16. Oktober 1880          | Alpena                            | 80       | Der Raddampfer Alpena, mit Passagieren und Fracht auf dem Weg nach Chicago, verschwand auf dem Michigansee in einem schweren Sturm, der als „The Big Blow“ bekannt wurde. Niemand an Bord überlebte; die genauen Umstände des Unglücks blieben ungeklärt. |
| 29. Oktober 1880          | Rettungsboot Eliza Adams          | 11       | Beim Versuch, die Seeleute der gestrandeten Brigg Ocean Queen zu retten, kenterte das in Wells-next-the-Sea (England) stationierte Ruderrettungsboot. Nur zwei der 13 Besatzungsmitglieder konnten sich retten, die übrigen fanden den Tod. |
| 7. Februar 1881           | Bohemian                          | 35       | Auf einer Fahrt von Boston nach Liverpool lief der britische Frachtdampfer Bohemian der Reederei S. S. Bohemian Co. Ltd. bei Caher Island an der Mizen-Halbinsel im Nebel auf Felsen; 35 der 57 Besatzungsmitglieder kamen ums Leben. |
| 29. April 1881            | Tararua                           | 131      | Das neuseeländische Passagierschiff rammte in der Nähe von Waipapa Point an der Küstenregion The Catlins (neuseeländische Südinsel) ein Riff und sank 20 Stunden später. Nur 30 Passagiere und Besatzungsmitglieder überlebten. Es handelte sich um das bis heute zweitschwerste Schiffsunglück Neuseelands. |
| 13. Juni 1881             | Jeannette                         | 33       | Das Expeditionsschiff Jeannette unter George W. DeLong wurde 1879 vor Sibirien vom Packeis eingeschlossen. Nach 21 Monaten wurde es vom Eis zerdrückt und sank. Beim Versuch, Sibirien zu erreichen, starben 33 von 60 Besatzungsmitgliedern. |
| 30. August 1881           | Teuton                            | 236      | Der britische Passagierdampfer Teuton rammte vier Meilen vor Quoin Point an der Küste der südafrikanischen Kapkolonie ein Riff und sank während des Versuchs, die Hafenstadt Simon’s Town zu erreichen. Von den 272 Passagieren und Besatzungsmitgliedern überlebten nur 36. |
| 5. Oktober 1881           | Koning der Nederlanden            | 90       | An Bord des niederländischen Passagierdampfers Koning der Nederlanden brach mitten auf dem Indischen Ozean die Welle und der Maschinenraum wurde geflutet. Alle 216 Passagiere und Besatzungsmitglieder konnten das Schiff verlassen, bevor es sank. Da die Koning der Nederlanden aber 400 Seemeilen vom nächsten Land unterging, verloren sich die Rettungsboote auf dem Ozean. Nur drei wurden gefunden; 90 Menschen verschwanden spurlos. |
| 14. Oktober 1881          | Unglück von Eyemouth              | 189      | 19 Boote, rund die Hälfte der Fischereiflotte von Eyemouth, sanken während eines plötzlich hereinbrechenden Orkans oder wurden aufgrund des gezeitenbedingt niedrigen Wasserstandes bei ihrer Rückkehr an der steinigen Küste vor der Stadt zerstört. |
| 7. Januar 1883            | City of Brussels                  | 10       | Der Passagierdampfer City of Brussels der Inman Line wurde beim Einlaufen in die Mündung des River Mersey in dichtem Nebel von dem Frachtschiff Kirby Hall gerammt und fast in zwei Hälften geschnitten. Er sank 20 Minuten nach der Kollision; zwei Passagiere und acht Besatzungsmitglieder starben. |
| 19. Januar 1883           | Cimbria                           | 437      | Am 19. Januar 1883 kollidierte der HAPAG-Passagierdampfer Cimbria auf der Reise von Hamburg nach New York City in dichtem Nebel bei Borkum mit dem britischen Dampfer Sultan und sank. |
| 18. Januar 1884           | City of Columbus                  | 103      | Vor Martha’s Vineyard prallte der amerikanische Passagierdampfer City of Columbus bei stürmischem Wetter auf einen Unterwasserfelsen und sank. Die schwere See spülte die meisten Passagiere von Bord und die Rettungsboote zerschellten beim Versuch, sie zu Wasser zu lassen, am Schiffsrumpf. 29 Menschen, die sich an die Takelage klammerten, konnten gerettet werden, während 103 ertranken oder im eiskalten Wasser an Unterkühlung starben, darunter alle Frauen und Kinder an Bord. |
| 3. April 1884             | Daniel Steinmann                  | 121      | Bei Sambro Island Light am Hafeneingang von Halifax verhinderten stürmische See und dichter Nebel das Einlaufen des belgischen Passagierschiffs Daniel Steinmann. Dreimal wurde der Dampfer gegen die Felsen des Riffs Mad Rock Shoal geschleudert und sank nach dem dritten Aufprall. Von den 130 Menschen an Bord wurden nur neun gerettet, darunter der Kapitän. |
| 18. April 1884            | State of Florida                  | 130      | Der britische Passagierdampfer State of Florida, auf dem Weg von New York nach Glasgow, kollidierte mitten auf dem Nordatlantik mit der kanadischen Bark Ponema. Beide Schiffe sanken. 118 der 162 Menschen an Bord des Dampfers und 12 der 15 Besatzungsmitglieder der Bark kamen ums Leben. Die Überlebenden wurden zwei Tage danach von einem norwegischen Segelschiff gerettet. |
| 22. Juli 1885             | Zephyr                            | 8        | Beim Versuch, die Besatzung einer auf den Barber Sands in der englischen Grafschaft Norfolk gestrandeten Bark zu retten, stürzte der Mast der Bark, in den sich die Schiffbrüchigen gerettet hatten, auf das Rettungsboot. Acht der 13 Besatzungsmitglieder des Rettungsbootes fanden bei dem Unglück den Tod. |
| 30. Mai 1886              | Ly-ee-Moon                        | 71       | Der australische Passagierdampfer Ly-ee-Moon strandete auf den Felsen der Landzunge Cape Green an der Küste von New South Wales. Das Schiff brach nach wenigen Minuten auseinander. Nur 15 Menschen konnten sich über den abgeknickten Vordermast und eine Seilverbindung an Land retten. 71 Passagiere und Besatzungsmitglieder kamen ums Leben. |
| 10. Dezember 1886         | Rettungsbootunglück vor Blackpool | 44       | Während eines Sturmes strandete die Hamburger Bark Mexico auf der Reise von Liverpool nach Ecuador vor Blackpool. Von drei englischen Rettungsbooten, die zur Rettung der 12-köpfigen Besatzung ausliefen, gelang es nur einem, die Mexico zu erreichen und die Besatzung komplett zu retten. Die Rettungsboote Laura Janet (Station St. Annes) und Eliza Fernley (Station Southport) kenterten dagegen beim Versuch, den Havaristen zu erreichen. Nur drei der insgesamt 27 Besatzungsmitglieder beider Boote überlebten das Unglück. |
| Mitte Dezember 1886 (?)   | Unebi                             | 174      | Der in Frankreich gebaute japanische Geschützte Kreuzer Unebi, auf Überführungsreise von Frankreich nach Japan, sank im nördlichen Südchinesischen Meer im Sturm. Von der Überführungsmannschaft (174 Mann) überlebte niemand. Untergangsort und das genaue Datum des Sinkens (angenommen wird Mitte Dezember 1886) sind nicht bekannt. Im Jahre 1897 wurden auf den Pescadores-Inseln Trümmer des Schiffes gefunden. |
| 20. Januar 1887           | Kapunda                           | 297      | Vor Maceió an der brasilianischen Küste kollidierte der britische Eisen-Klipper Kapunda, der sich auf dem Weg von London nach Australien befand, mit der Bark Ada Melmore. Die Kapunda wurde fast in zwei Hälften geteilt und sank innerhalb von fünf Minuten. Von den 313 Menschen an Bord wurden nur acht Besatzungsmitglieder und acht Passagiere, allesamt Männer, gerettet. 297 Menschen kamen ums Leben, darunter alle Frauen und Kinder. |
| 17. April 1887            | Tasmania                          | 35       | Der P & O-Liner Tasmania strandete an der Südküste von Korsika auf den Klippen Les Moines (korsisch I Munacci, englisch Monachi Rocks). Alle Passagiere konnten gerettet werden, aber 35 Mitglieder der Mannschaft, darunter der Kapitän, starben. |
| 19. November 1887         | W. A. Scholten                    | 132      | Das Dampfschiff der niederländischen Holland-America Line, das zwischen Rotterdam und New York verkehrte, kollidierte im Ärmelkanal in dichtem Nebel mit dem bei Dover ankernden britischen Kohlenfrachter Rosa Mary. Der Dampfer bekam sofort schwere Schlagseite und sank nach 20 Minuten. 132 Passagiere und Besatzungsmitglieder starben. |
| 14. August 1888           | Geiser                            | 118      | 30 Meilen südlich von Sable Island (Neufundland) kam es bei Regen und Nebel zur Kollision der Passagierschiffe Geiser und Thingvalla der dänischen Reederei Thingvalla-Linie, als die Thingvalla in voller Fahrt in die Steuerbordseite der Geiser fuhr, die dann innerhalb von fünf Minuten unterging. Die beschädigte Thingvalla rettete 31 Menschen und wurde nach Halifax geschleppt. |
| 22. August 1888           | City of Chester                   | 16       | Kurz vor Fort Point an der kalifornischen Küste kam es in dichtem Nebel zu einer Kollision zwischen dem amerikanischen Küstendampfer City of Chester (1.106 BRT) und dem britischen Ozeandampfer Oceanic (3.707 BRT). Die Oceanic blieb flott, doch die City of Chester sank sechs Minuten nach dem Zusammenstoß mit dem Verlust von drei Besatzungsmitgliedern und 13 Passagieren. |
| 13. September 1888        | Sud America                       | 79       | Beim Anlegemanöver in der Bucht von Las Palmas de Gran Canaria kam es zur Kollision zwischen dem italienischen Passagierschiff Sud America (1.258 t) und dem französischen Passagierschiff La France (4.575 t). Die La France war nur leicht beschädigt, aber die Sud America sank innerhalb von 25 Minuten. 79 Passagiere und Besatzungsmitglieder kamen ums Leben. |
| 8. Februar März 1889      | Adventure H1500                   | 11       | Beim Untergang des Trawler Adventure H1500 aus Kingston upon Hull in der Nordsee kamen 11 Besatzungsmitglieder ums Leben. |
| 15./16. März 1889         | Apia-Zyklon                       | 145      | Während aufgrund von geopolitischen Spannungen mehrere Kriegsschiffe der USA, Deutschlands und Großbritanniens vor dem Hafen von Apia auf Samoa lagen, zog ein starker, zwei Tage andauernder Zyklon über die Insel hinweg und versenkte dabei die deutschen Kanonenboote Eber und Adler sowie die Fregatte Trenton und die Korvette Vandalia. Das Kanonenboot Nipsic und die deutsche Korvette Olga wurden schwer beschädigt, konnten aber später repariert werden. Bei der Katastrophe fanden insgesamt 52 amerikanische und 93 deutsche Seeleute den Tod. Das Desaster im Zyklon verhinderte aber zugleich eine drohende militärische Auseinandersetzung; der Streit um Samoa zwischen den USA und Deutschland wurde auf dem Verhandlungsweg beigelegt. |
| 31. Dezember 1889         | Erin                              | 72       | Nach dem Ablegen in New York verschwand der Dampfer Erin der britischen National Line spurlos im Nordatlantik. Er wurde nie wieder gesehen. |
| 28. Februar 1890          | Quetta                            | 134      | Der britische Passagierdampfer Quetta lief in der Torres-Straße vor der Küste von Queensland (Australien) auf einen nicht verzeichneten Unterwasserfelsen und sank innerhalb von drei Minuten. 134 der 292 Menschen an Bord starben. |
| nach dem 30. August 1890  | Amphitrite                        | 25       | Das frachtgehende deutsche Vollschiff Amphitrite ging auf der Fahrt von Cardiff nach Hongkong während eines Taifuns im Chinesischen Meer mit der gesamten Besatzung verloren. |
| 10. November 1890         | Serpent                           | 172      | Die Serpent, ein Torpedokreuzer der Royal Navy, strandete auf einer Fahrt von Plymouth nach Sierra Leone an der felsigen Küste von Cabo Vilán. Von den 175 Männern an Bord überlebten nur drei. |
| 17. März 1891             | Utopia                            | 535      | Der britische Passagierdampfer wurde im Hafen von Gibraltar durch eine Sturmböe gegen den Bug des Kriegsschiffs Anson geworfen. Das Passagierschiff wurde aufgeschlitzt und sank in nur fünf Minuten. 514 Passagiere, 19 Besatzungsmitglieder und zwei Einsatzkräfte der Royal Navy kamen ums Leben. |
| nach dem 22. August 1892  | Pluto                             | 17       | Auf der Reise von Blyth (Northumberland) nach Iquique wurde der deutsche Frachtsegler Pluto (Vollschiff / 1.133 RT) seit der letzten Sichtung am 22. August 1892 von der Helen Scott in Position 8°39'S, 25°34'W im Südatlantik mit der gesamten Besatzung vermisst. |
| 10. Oktober 1892          | Bokhara                           | 125      | Vor den Pescadoren-Inseln westlich von Taiwan wurde das britische Passagierschiff Bokhara, das sich mit 148 Menschen an Bord auf dem Weg nach Hongkong befand, von einem Taifun überrascht. Es kam zu einem Wassereinbruch in den Maschinenraum, die Rettungsboote wurden von den Wellen über Bord gerissen und nachdem der Dampfer zweimal gegen ein Riff geschleudert wurde, ging er binnen zwei Minuten unter. Nur 23 Menschen überlebten. Es war das bis dahin verheerendste Unglück in der Geschichte der Reederei P & O. |
| 27. Oktober 1892          | Roumania                          | 113      | Der britische Passagierdampfer Roumania der Anchor Line kam vor Peniche an der portugiesischen Küste bei Sturm und Nebel dem Land zu nah und prallte auf das felsige Ufer. Das Schiff zerbrach und ging unter. Von den 122 Passagiere und Besatzungsmitgliedern überlebten nur neun. |
| 7. Februar 1893           | Trinacria                         | 34       | Vor Cabo Vilán an der Nordwestküste Spaniens geriet der britische Passagierdampfer Trinacria durch dichten Nebel vom Kurs ab. Der Nebel war so undurchsichtig, dass der Leuchtturm von Cabo Vilán nicht ausgemacht werden konnte. Das Schiff prallte auf Felsen und brach in der schweren See auseinander. Nur sieben Menschen konnten sich retten. |
| 19. Februar 1893          | Naronic                           | 74       | Das Dampfschiff Naronic der britischen White Star Line verschwand mit 74 Menschen an Bord auf dem Weg von Liverpool nach New York auf dem Nordatlantik. Vier Flaschenpostnachrichten, die nach dem Verschwinden des Schiffes in den USA und Großbritannien auftauchten, ließen vermuten, dass das Schiff in einem schweren Sturm mit einem Eisberg kollidierte. Die Echtheit der Nachrichten wird allerdings angezweifelt. |
| 22. Juni 1893             | Victoria                          | 322      | Vor der Küste des Libanon stießen während eines Manövers der britischen Mittelmeerflotte das Panzerschiff Victoria und das Panzerschiff Camperdown zusammen. Die Victoria wurde dabei so schwer beschädigt, dass sie innerhalb von elf Minuten kenterte und sank. Mit dem Schiff gingen 322 Seeleute unter, darunter auch der Kommandeur der britischen Mittelmeerflotte, Vizeadmiral Sir George Tyron. 357 Besatzungsangehörige des Panzerschiffes konnten gerettet werden. Verursacht wurde die Katastrophe, so stellte es ein Untersuchungsausschuss später fest, durch Missverständnisse in der Befehlskette und die unüberlegte Befehlsvergabe von Vizeadmiral Tyron; ihm wurde später die Hauptschuld an dem Unglück zugesprochen. |
| 13. Juli 1893             | Duchess of Albany                 | 2        | Am 13. Juli 1893 strandete auf der Reise von Rio de Janeiro nach Valparaíso das in Liverpool bei Robert Hamilton & Co. registrierte Vollschiff Duchess of Albany - benannt nach Helene zu Waldeck und Pyrmont - in dichtem Nebel an der Atlantikküste der Halbinsel Mitre (Feuerland) nahe Caleta Policarpo beim Versuch, eine sichere Bucht zu finden. Dem Kapitän gelang es, per Boot mit 10 anderen Seeleuten weiter ostwärts die Thetisbucht zu erreichen. Er kehrte mit ihnen später auf dem Dampfer Britannica nach England zurück. 17 Seeleute und Passagiere lehnten eine Fahrt mit dem Rettungsboot ab und schlugen sich zu Fuß an der Küste entlang durch. 14 wurden später von einem chilenischen Schlepper aufgenommen. Mindestens einer verblieb bei den Indianern der Region. Das zerfallende Wrack liegt seitdem am Strand. Die Galionsfigur konnte 1979 geborgen werden und befindet sich restauriert im „Museo del Fin del Mundo“ in Ushuaia. |
| 3. August 1893            | Helmuth Mentz                     | 9        | Die frachtgehende deutsche Bark Helmuth Mentz (1.332 RT) musste nach einem Ladungsbrand vor Südchile aufgegeben werden. Die 17-köpfige Besatzung konnte sich retten; jedoch wurde ein Rettungsboot mit neun Mann seit dem Unfall vermisst. |
| 16. Februar 1894          | Brandenburg                       | 44       | An Bord des deutschen Linienschiffes Brandenburg (10.060 t) platzte während einer Probefahrt im Maschinenraum der Steuerbordmaschine ein Hauptdampfrohr, vermutlich infolge eines Materialfehlers. 25 Crewangehörige, 18 Werftarbeiter und ein mit der Prüfung der Maschinenanlage betrauter Ingenieur kamen dabei ums Leben. Sieben Menschen wurden verletzt. Das Schiff musste danach für fast ein halbes Jahr in die Werft. |
| 29. Oktober 1894          | Wairarapa                         | 121      | Das neuseeländische Passagierschiff war auf dem Weg von Sydney nach Auckland, als Nebel und Navigationsfehler es vom Kurs abbrachten. Das Schiff passierte die Great-Barrier-Insel wesentlich dichter als geplant und prallte schließlich kurz nach Mitternacht auf die Felsen von Miners Head. Die wenigsten Passagiere konnten schwimmen und nur ein Rettungsboot schaffte es ans nahe Land. 121 Menschen starben. Es handelte sich um eines der schwersten Schiffsunglücke in der Geschichte Neuseelands. |
| 22. Dezember 1894         | Dezember-Orkan 1894               | 169      | Zahlreiche Fischereifahrzeuge gerieten auf der Nordsee in einen schweren Orkan. Neun Smacks und sechs Trawler aus Hull kehrten nicht mehr in ihren Heimathafen zurück. Insgesamt gingen bei dem Orkan mindestens 108 Besatzungsmitglieder aus Hull mit ihren Schiffen unter oder wurden über Bord gespült. Im selben Orkan sanken bei Horns Rev die Bremerhavener Fischdampfer Neck, Nereide, Lilly, Eide und Hermann. Dabei kamen alle 61 Besatzungsmitglieder ums Leben. Ursachen der Katastrophe waren vermutlich Seeschlag sowie das zu diesem Zeitpunkt Nichtvorhandensein von geschlossenen Ruderhäusern. Die Tragödie sorgte für verschärfte Sicherheitsvorschriften in der Hochseefischerei. |
| 30. Januar 1895           | Elbe                              | 332      | Am 30. Januar 1895 wurde der Dampfer Elbe vom Norddeutschen Lloyd vom englischen Frachter Crathie, nördlich der Straße von Dover, gerammt. Die Elbe befand sich mit 352 Auswanderern auf der Fahrt von Nordenham nach New York. Sie sank binnen 20 Minuten. Nur 20 Menschen überlebten. Zum Zeitpunkt der Kollision befanden sich weder Wachoffizier noch Ausguck auf der Brücke der ausweichpflichtigen Crathie. Der Rudergänger bemerkte das deutsche Schiff erst, als es sich direkt vor dem Bug befand. Die Elbe hatte den Briten zwar rechtzeitig bemerkt, musste aber, als Wegberechtigte, Kurs und Geschwindigkeit genau beibehalten. Bis zuletzt hielt man sich an diese Bestimmung und unterließ fatalerweise eine Warnung durch das Typhon. Es erschien der deutschen Brückenwache zu unwahrscheinlich, dass ein so großes, hellerleuchtetes Schiff einfach übersehen werden könnte.                                                                 |
| 11. März 1895             | Reina Regente                     | 402      | Auf dem Weg nach Cádiz verschwand der spanische Geschützte Kreuzer Reina Regente in der Straße von Gibraltar in einem schweren Sturm. Erst nach Tagen wurden an Land gespülte Überreste des Schiffs gefunden. Es gab keine Überlebenden. |
| 24. Dezember 1895         | Civil Service Number Seven        | 15       | Beim Versuch, die Besatzung des an der ostirischen Küste gestrandeten russischen Segelschiffes Palme (1.114 BRT) zu retten, kenterte das in Dún Laoghaire stationierte Rettungsboot Civil Service Number Seven in schwerer See. Alle 15 Besatzungsmitglieder kamen bei dem Unfall ums Leben. Die 20-köpfige Besatzung der Palme wurde am 26. Dezember 1885 in einer dramatischen Rettungsaktion durch einen Dampfer der damaligen irischen Leuchtturmbehörde (Commissioners of Irish Lights (CIL)) unter Kapitän McCrombie vollzählig gerettet. |
| 16. Juni 1896             | Drummond Castle                   | 243      | Der britische Passagierdampfer geriet vor der französischen Insel Ouessant bei schlechtem Wetter in eine Nebelbank und prallte auf ein Riff. Das Schiff sank innerhalb von vier Minuten. Nur drei der 246 Passagiere und Besatzungsmitglieder überlebten. |
| 26. September 1896        | Alexander Yeats                   | 0        | Das kanadische Vollschiff Alexander Yeats strandete im Sturm vor Gurnard's Head und musste aufgegeben werden. Die Besatzung wurde gerettet. |
| 8. Dezember 1896          | Salier                            | 279      | Auf dem Weg von Bremen nach La Plata prallte die Salier, ein Passagierdampfer des Norddeutschen Lloyd, in der Bucht von Arosa, vier Meilen nördlich der Stadt Vilagarcía de Arousa (Nordspanien) in einem Sturm auf ein Riff und sank. Es gab keine Überlebenden. |
| 13. Januar 1897           | Carla Bauer                       | 0        | Die frachtgehende deutsche Bark Carla Bauer (954 RT) schlug bei Sturm im Atlantik leck und musste aufgegeben werden. Die Besatzung wurde vom britischen Frachtsegler Loch Vennachar gerettet. |
| 9. Juni 1897              | Aden                              | 78       | Bei stürmischer See prallte der britische Passagierdampfer Aden (P & O) auf die Klippen an der Küste der Insel Sokotra vor dem Horn von Afrika. 78 Menschen starben; die 42 Überlebenden saßen auf dem Schiff fest und wurden erst nach 18 Tagen gerettet. |
| 15. Februar 1898          | Maine                             | 266      | Vermutlich auf Grund eines Brandes im Kohlebunker der Maine, die im Hafen von Havanna auf Kuba (damals spanische Kolonie) vor Anker lag, explodierte das Munitionsdepot des Schiffes, das daraufhin sank. Da die US-Regierung von Präsident William McKinley von einem Torpedoangriff spanischer Einheiten ausging, war das Ereignis in weiterer Folge Auslöser für den Beginn des Spanisch-Amerikanischen Krieges im April desselben Jahres. |
| 4. Juli 1898              | La Bourgogne                      | 565      | Der französische Passagierdampfer befand sich auf dem Weg von New York nach Le Havre, als er an der Küste von Nova Scotia unweit der Insel Sable Island von dem britischen Segelschiff Cromartyshire gerammt wurde und sank. Von den 730 Menschen an Bord überlebten nur 165, darunter nur eine Frau. Es handelte sich um eines der größten Unglücke in der Geschichte der zivilen französischen Dampfschifffahrt. |
| 13. Oktober 1898          | Mohegan                           | 106      | Das noch neue Passagier- und Frachtschiff Mohegan war mit 161 Passagieren und Besatzungsmitgliedern auf dem Weg von Tilbury nach New York, als es aufgrund einer fehlerhaften Kursänderung vor der Küste von Cornwall auf das Riff The Manacles auflief und innerhalb von 12 Minuten sank. Die Lichter gingen fast augenblicklich aus und nur ein einziges Rettungsboot konnte sicher gefiert werden. Es handelte sich um das größte Unglück in der Geschichte der Reederei Atlantic Transport Line. |
| 26. November 1898         | Portland                          | 192      | Das amerikanische Passagierschiff der Reederei Portland Steam Packet Company war einer der größten und luxuriösesten Raddampfer, der Passagiere von Portland im US-Bundesstaat Maine nach Boston brachte. Im November 1898 geriet das Schiff vor Cape Ann an der Küste von Massachusetts in einen Sturm, der die Küste von Neuengland heimsuchte und mehr als 450 Menschenleben forderte. Alle 192 Menschen an Bord der Portland kamen ums Leben. Der Sturm wird noch heute „The Portland Gale“ (zu deutsch in etwa „Der Portland-Sturm“) genannt. |
| 27. Januar 1899           | Port Melbourne                    | 52       | Das Passagierschiff Port Melbourne der britischen National Line verschwand auf dem Weg von New York nach London spurlos auf dem Atlantik. |
| 30. März 1899             | Stella                            | 105      | Der britische Dampfer Stella der London and South Western Railway rammte 15 Meilen vor der Insel Guernsey (Ärmelkanal) in dichtem Nebel und bei voller Geschwindigkeit ein zur Felsengruppe Casquets gehörendes Riff und sank innerhalb von acht Minuten. 105 Passagiere und Besatzungsmitglieder kamen ums Leben. |
| nach dem 23. August 1899  | Henny Clement                     | ?        | Die frachtgehende deutsche Bark Henny Clement (1.657 RT) wurde seit einer letzten Sichtung am 23. August 1899 im Atlantik mit der gesamten Besatzung vermisst. |
| nach dem 7. Dezember 1899 | Aldeburgh                         | 7        | Während eines Orkans kenterte das in Aldeburgh stationierte gleichnamige Rettungsboot während eines Orkans in der Brandung. Von den 18 Besatzungsmitgliedern kamen sieben ums Leben. |
| 30. Juni 1900             | Saale                             | 99       | Bei einem Großbrand im Hafen von Hoboken (US-Bundesstaat New Jersey) wurden vier Ozeandampfer am Anlegeplatz des Norddeutschen Lloyd in Mitleidenschaft gezogen. Ein Schiff entkam unbeschädigt, auf zwei weiteren konnte das Feuer nach kurzer Zeit kontrolliert werden. Die Saale aber brannte völlig aus und strandete auf einer Sandbank. 99 ihrer Passagiere und Besatzungsmitglieder starben, weil sie im Schiff eingeschlossen waren und sich nicht durch die zu kleinen Bullaugen ziehen konnten. |
| 28. Oktober 1900          | H. Bischoff                       | 12       | Das unter der Flagge der Hamburger Reederei H. Bischoff & Co. fahrende Viermastvollschiff H. Bischoff strandete vor der Elbmündung auf dem Großen Vogelsand. Acht Mann der Besatzung und vier Feuerschiffsleute vom Feuerschiff Elbe 2, die mit Ruderrettungsbooten die Mannschaft des Viermasters aus Seenot retten wollten, verloren ihr Leben. Das Feuerschiff Elbe 3 und weitere Schiffe halfen, die letzten Seeleute und den Kapitän nach 32-stündigem Einsatz aus dem Wrack zu bergen. |
| 15. November 1900         | Yosemite                          | 5        | Auf Guam (Pazifik) wurde der im Hafen von Apra liegende US-amerikanische Hilfskreuzer Yosemite am 13. November 1900 während eines Hurrikans auf Felsen gedrückt, schwer beschädigt und anschließend auf das offene Meer hinausgetrieben. Wegen irreparabler Schäden erfolgte zwei Tage später der Befehl, das Schiff aufzugeben, woraufhin die Yosemite in den Abendstunden des 15. November sank. Fünf Mann der Besatzung wurden im Sturm über Bord gerissen und ertranken, die restliche Besatzung konnte von einem Kohlenschiff abgeborgen werden. |
| 16. Dezember 1900         | Gneisenau                         | 41       | Vor Málaga (Spanien) brach bei dem deutschen Kadettenschulschiff Gneisenau (2.856 t) im schweren Sturm die Ankerkette. Das Schiff wurde auf die Mole von Málaga getrieben und sank später. Von den 460 Mann Besatzung kamen 41 Mann ums Leben, zahlreiche Besatzungsmitglieder wurden verletzt. |